# Southern Rock Opera
Albums de Drive-By Truckers
Alabama Ass Whuppin'
(2000) Decoration Day
(2003)
Southern Rock Opera est un double-album de Drive-By Truckers, sorti en 2001.

## L'album
Très influencé par Lynyrd Skynyrd, il est considéré par certains comme « le meilleur album de rock américain de 2001 ». 
Rhapsody le classe à la 6e place de son classement des meilleurs albums des années 2000. 
Il fait partie des 1001 albums qu'il faut avoir écoutés dans sa vie.

### Titres
Tous les titres sont de Patterson Hood, sauf mentions. 

#### Disque 1: Betamax Guillotine
1. Days of Graduation (2:36)
2. Ronnie and Neil (4:52)
3. U.S. Route 72 (This Highway's Mean) (Mike Cooley) (5:26)
4. Dead, Drunk, and Naked (4:51)
5. Guitar Man Upstairs (Cooley) (3:17)
6. Birmingham (5:03)
7. The Southern Thing (5:08)
8. The Three Great Alabama Icons (6:51)
9. Wallace (3:27)
10. Zip City (Cooley) (5:16)
11. Moved (Rob Malone) (4:17)

#### Disque 2
1. Let There Be Rock (4:19)
2. Road Cases (2:42)
3. 'Women Without Whiskey (Cooley) (4:19)
4. Plastic Flowers on the Highway (5:04)
5. Cassie's Brother (Malone) (4:58)
6. Life in the Factory (5:28)
7. Shut Up and Get on the Plane (Cooley) (3:38)
8. Greenville to Baton Rouge (4:11)
9. Angels and Fuselage (8:00)

### Musiciens
- Mike Cooley : voix, guitare
- Earl Hicks : basse
- Patterson Hood : voix, guitare
- Rob Malone : voix, guitare
- Brad Morgan : batterie
- Kelly Hogan : voix sur Cassie's Brother et Angels And Fuselage (sous le nom Cassie Gaines)
- Anne Richmond Boston, Jyl Freed, Amy Pike : chorale